# Sorkikápolna
Sorkikápolna è un comune dell'Ungheria di 266 abitanti (dati 2001). È situato nella contea di Vas.